# Anthropologie historique
L’anthropologie historique est une branche à vocation interdisciplinaire de la recherche historique apparue durant la seconde moitié du XXe siècle, principalement en France, dans un contexte d'évolution historiographique lancée initialement par l’École des Annales, mais aussi au Royaume-Uni, aux États-Unis ou encore en Allemagne.
Reprenant en histoire l'approche des sociétés primitives par l'ethnologie et l'anthropologie, notamment pour le Moyen Âge, l'anthropologie historique est caractérisée par sa pluridisciplinarité ainsi que par son intérêt pour les formes de la vie quotidienne, les habitudes et certains phénomènes culturels (parenté, famille, enfance, alimentation, rituels, musique, costumes, etc.). Elle fut également influencée par l'anthropologie structurale de Claude Lévi-Strauss (rôle des processus collectifs inconscients).
L'anthropologie historique est, avec l'histoire des mentalités, l'une des principales dimensions de la « Nouvelle Histoire », moment historiographique de la fin des années 1960 rattaché à la troisième génération de l’École des Annales. Ceci correspond à la renaissance de l'intérêt pour l'histoire lors de l'essoufflement du paradigme structuraliste qui privilégie les démarches synchroniques. Plus que l'étude d'un type d'objet en particulier, l'anthropologie historique est surtout une méthode, une démarche pour relier sur le long terme l'évolution d'institutions, de coutumes ou de techniques à leur résonance collective en matière de comportements et de discours. Ses principaux représentants en France sont Emmanuel Le Roy Ladurie, André Burguière, Jacques Le Goff, Jean-Pierre Vernant, Pierre Vidal-Naquet, Nicole Loraux. Ce courant historiographique a reflué dans les années 1980 lors du tournant critique contre l’École des Annales, évoluant vers un pluralisme interprétatif.
L'anthropologie historique comprend également des auteurs anglophones (Peter Burke, Eric Wolf, etc.) et germanophones (August Nitschke et Hans Suessmuth, par exemple).

## Méthodologie
Plus que l'étude d'un type d'objet en particulier, l'anthropologie historique est une méthode, une démarche pour relier dans la longue durée l'évolution d'institutions, de coutumes ou de techniques à leur résonance collective en termes de comportements et de discours.
Autour des années 1950, Claude Lévi-Strauss, œuvrant au profit de l’anthropologie sociale, condamne l’histoire à l’observation empirique et aux manifestations conscientes. L’historien, à ses yeux, n’aurait par conséquent pas accès aux structures profondes de la société, ni aux expressions inconscientes de la vie sociale, au contraire de l’anthropologie. Fernand Braudel répond à ce défi en 1958 : il oppose à Lévi-Strauss la notion de longue durée, et replace l’histoire au centre du langage théorique des sciences sociales.
Au cours des décennies suivantes, d’autres historiens tentent également d’ouvrir de plus en plus les horizons de l’histoire, en empruntant alors les méthodes et perspectives d'autres sciences sociales. C’est notamment le cas de Jacques Le Goff : son souci, affirme-t-il, « a toujours été de tendre vers une […] histoire pluridisciplinaire, avec des appels à l’économie, à la géographie et, en ce qui me concerne, à l’ethnologie et l’anthropologie ». Cette ouverture de perspective est accompagnée par une diversification des sources utilisées par les historiens : Jean-Pierre Vernant et Vidal-Naquet, utilisent par exemple les mythes afin d’accéder à la signification de certaines des structures et pratiques sociales des sociétés antiques, tentant de dépasser dans leurs interprétations ce qui est explicitement et consciemment exprimé dans ces sources. Ils s’inspirent ainsi tous deux de certains domaines de l'ethnologie (rites et mythes, pratiques et perceptions symboliques) en les appliquant au passé. Ces sources diversifiées sont donc mobilisées à l’aide de nouvelles perspectives. Montaillou, village occitan de 1294 à 1324, ouvrage d’Emmanuel Le Roy Ladurie publié en 1975, offre une excellente illustration de ce principe dans un contexte de développement de l’anthropologie historique. L’auteur utilise le registre d’interrogatoires de Jacques Fournier (qui devient plus tard le pape Benoît XII), évêque médiéval de l'Inquisition contre le catharisme. Se positionnant au carrefour de l’ethnographie, de l’anthropologie, de la sociologie et de l’histoire, Leroy Ladurie analyse les témoignages des acteurs du passé (recueillis par les inquisiteurs) en s’intéressant à leur expérience de la vie médiévale et villageoise sous tous ses aspects : vie en société, vie matérielle, croyances, mythes collectifs, etc. Si, en ethnologue, il n’a pas pu observer ces villageois directement, il mobilise des sources jusque-là peu exploitées à l'aide de méthodes innovantes afin de pallier cet écart chronologique.

## Contexte

### L’École des Annales
Deux conceptions de l'histoire ont dominé pendant plusieurs siècles l'historiographie française : l'une analytique et explicative attachée à retracer l'itinéraire de la civilisation à travers l'étude des destins collectifs et des usages plus que des événements ponctuels et des individus ; l'autre plus officielle, narrative et descriptive, reconstituant la genèse des institutions et des conflits. Cette deuxième conception, événementielle, et limitant l'histoire scientifique à des sources conventionnelles restreintes, l'emporte à la fin du XIXe siècle sous le double effet d'une recherche de légitimation politique par les historiens, et de l'attrait de la scientificité positiviste.
C'est contre cette conception jugée réductrice que se construit l’École d'Histoire des Annales à partir des années 1930 avec Lucien Febvre (1878-1956) et Marc Bloch (1886-1944), puis après 1945 avec Fernand Braudel (1902-1985), qui incitent les historiens à sortir des chancelleries et des documents officiels pour s'inspirer des sciences sociales naissantes et renouer avec les descriptions « ethnographiques » de coutumes locales chez Hérodote.
L'anthropologie historique est un approfondissement du programme des Annales, à l'intersection de ses différents programmes : histoire économique et sociale, histoire des mentalités et recherches interdisciplinaires. L’œuvre de Marc Bloch est déjà d'inspiration anthropologique avant 1945 , en particulier Les Rois thaumaturges (1924), Les Caractères originaux de l'Histoire rurale française (1931), La Société féodale (1939-1940). L'anthropologie historique, si elle possède ainsi des précurseurs avant la Seconde Guerre mondiale, relaye surtout l'histoire économique de la deuxième génération des Annales dans les années 1950, et se développe principalement durant la seconde moitié du XXe siècle.

### L'anthropologie structurale
L'anthropologie historique s'inspire aussi dans une large mesure de l'anthropologie structurale lévi-straussienne, dont elle constitue d'une certaine manière un second souffle, alors que la référence à la structure décline rapidement au début des années 1970 (voir l'article sur Lévi-Strauss). Histoire et anthropologie, objets d'une vive concurrence institutionnelle dans les années 1950 et 1960 pour la prééminence parmi les sciences sociales, semblent alors se réconcilier et travailler de concert au profit d'une nouvelle conception de l'homme en société. Selon François Dosse, les historiens, « exclus dans les années soixante d'une actualité intellectuelle qui portait davantage à s'intéresser aux avancées des linguistes, des anthropologues et des psychanalystes », prennent alors une « revanche » qui marque « le début d'un véritable âge d'or auprès d'un public qui assure le succès des publications d'anthropologie historique ». Les historiens prennent le relais du rayonnement dans les années 1960 du laboratoire d'anthropologie sociale de Lévi-Strauss, et déplacent le champ d'intérêt vers le passé des sociétés occidentales. Plusieurs numéros spéciaux de la Revue des Annales témoignent de ces nouveaux terrains d'étude : « Histoire biologique et société », n°6 en 1969, « Histoire et Structure » n°3-4 en 1971 ; « Famille et société » n°4-5 en 1972; « Pour une histoire anthropologique » n°6 en 1974. Cette histoire influencée par le synchronisme structural de l'anthropologie s'inscrit résolument dans la longue durée (notion de Fernand Braudel), rejetant l'histoire événementielle qui prédominait jusqu'au début du XXe siècle.
« Depuis près d'un demi-siècle, de Marc Bloch à Pierre Goubert, les meilleurs historiens français, systématiquement systématiseurs, ont fait du structuralisme en connaissance de cause, ou quelquefois sans le savoir, mais trop souvent sans que ça se sache », Emmanuel Leroy Ladurie, 1973.
Cette inflexion structurale chez les historiens était déjà particulièrement remarquable dans les travaux de Jean-Pierre Vernant sur la Grèce antique à partir du début des années 1960. Philosophe devenu historien, influencé par l'anthropologie du monde grec de Louis Gernet, Vernant reprend le modèle structural de Lévi-Strauss et Dumézil dès l'article « Le mythe hésiodique des races. Essai d'analyse structurale » en 1960, et va développer avec Pierre Vidal-Naquet et Marcel Detienne une « psycho-histoire » globalisante de la vie des Grecs dans l'Antiquité s'intéressant à l'homme intérieur grec et à ses systèmes symboliques, pratiquant à la manière des anthropologues un vaste comparatisme transuculturel,.

### L'EHESS et le Centre de recherche historique
Haut lieu de l'anthropologie historique, et outil de sa diffusion parmi les historiens, le centre de recherche historique de la VIe section dite des « sciences économiques et sociales » de l’École pratique des hautes études (EPHE), fut créé en 1947 par Charles Morazé et Lucien Febvre. Sa direction fut ensuite reprise en 1956 par Fernand Braudel, puis en 1972 par Jacques Le Goff. Créé, dirigé et organisé par des historiens c'est en effet devenu un lieu central de réflexions interdisciplinaires et méthodologiques dans les années 1960. C'est sous l'impulsion de Braudel et Le Goff qu'elle s'autonomise en 1975 pour devenir l’École des Hautes Études en sciences sociales (EHESS).

Plusieurs directeurs d’études à l’EHESS et à l’EPHE contribuent sur plusieurs décennies au développement de l’anthropologie historique, à travers l’influence que leur confère leur position et via leurs publications. Notons notamment les ouvrages pionniers de Jacques Le Goff (L’Imaginaire médiéval, 1984) et Michel Pastoureau (Une histoire symbolique du Moyen Age occidental, 2004). A côté de ces travaux d’histoire anthropologique, dont certains sont des succès commerciaux importants, comme Montaillou, village occitan de 1294 à 1324 d’Emmanuel Le Roy Ladurie, ces auteurs fournissent également des réflexions concernant la discipline elle-même. André Burguière, par exemple, écrit ainsi plusieurs articles et essais pour tenter de pallier le manque de définition claire de l’anthropologie historique. Comme il le constate en 1987, l’anthropologie historique, en une vingtaine d’années, s’est imposée en histoire :
« Les thèmes que l’on peut ranger sous cette rubrique connaissent un tel succès depuis les vingt dernières années dans la production des historiens qu’on peut se demander si l’anthropologie historique n’est pas devenue aujourd’hui pour l’historien ce qu’était la prose pour M. Jourdain. Il s’agirait en d’autres termes d’une nouvelle étape sur le parcours prédateur de la pensée historique qui puise dans les autres sciences sociales depuis plus d’un siècle », André Burguière, 1987.
Pourtant, malgré cette évolution rapide constatée dans les années 1980, l’histoire culturelle finit par prendre le dessus (voir son article), défendue par des historiens de la période contemporaine, tels que Pascal Ory. L’anthropologie historique est alors principalement défendue par des historiens médiévistes qui tentent de résister, notamment au sein de l'EHESS.
En 1976, le séminaire de Jacques Le Goff à l’EHESS change de nom, abandonnant Histoire et sociologie de l’Occident médiéval au profit d’Anthropologie historique de l’Occident médiéval. En 1978, le même auteur fonde le Groupe d’Anthropologie Historique de l’Occident Médiéval (Gahom), toujours au sein de l’EHESS. Ce groupe participe à l’effort de diffusion de l’anthropologie historique, et cherche ainsi à resserrer les liens entre histoire et anthropologie. En 1989, Jacques Berlioz, Jacques Le Goff et Georges Duby, tous trois spécialistes du Moyen Age, constatent le renforcement de ces liens interdisciplinaires depuis la fin des années 1960. Le Gahom est ensuite dirigé de 1992 à 2014 par Jean-Claude Schmitt, qui étudie lui aussi le Moyen Âge à l’aide d’un regard d’anthropologue historique. Schmitt publie également des articles de réflexions et de plaidoirie en faveur de cette discipline durant plusieurs décennies. Enfin, le Gahom est confié à l’historienne française Marie Anne Polo de Beaulieu jusqu’en 2017, et rejoint finalement le groupe Ahloma (Anthropologie historique du long Moyen Age). Historien médiéviste et directeur d’études à l’EHESS, Étienne Anheim est élu responsable de l’Ahloma en février 2018 lors d’une assemblée générale de l’organisation.

## Principaux apports

### L'anthropologie historique de la famille
Reprenant l'intérêt ancien de l'anthropologie et de l'ethnologie pour la parenté, au moment où ces disciplines tendent à s'en détourner, l'anthropologie historique consacre une grande part de ses travaux à la famille, dont elle va renouveler en profondeur la compréhension. La famille occidentale est en effet perçue jusque-là au travers de la tradition évolutionniste héritée du XIXe siècle, qui fait de la famille restreinte (nucléaire) une forme sociale issue de la révolution industrielle et de la dislocation des familles élargies censées avoir toujours existé auparavant.
Ce nouvel intérêt des historiens pour la famille est sensible dès les années 1960 notamment en France et en Angleterre (mais aussi aux États-Unis et dans d'autres pays d'Europe), où une histoire de la famille émerge progressivement comme champ universitaire constitué grâce à une effervescence à la fois internationale et transdisciplinaire, au contact de la démographie, de la sociologie et de l'anthropologie, remettant en lumière l'approche méthodologique holiste des descriptions de l'organisation de la famille par Frédéric Le Play au XIXe siècle. Des travaux de démographie historique et de droit coutumier démontrent l'existence de formes nucléaires présente depuis le Moyen Âge dans certaines régions d'Europe septentrionale et occidentale (Angleterre notamment).
En Angleterre, Peter Laslett au sein du groupe d'histoire sociale de l'Université de Cambridge (Cambridge Group for the History of Population and Social Structure) reprend à partir de la fin des années 1960, sur base des recensements et des modalités de transmission du patrimoine,, le principe d'étude des systèmes familiaux décrit par Le Play, identifiant alors le système de la famille nucléaire (individualiste) largement prédominant en Angleterre, mais non décrit par Le Play.
En France, la filiation leplaysienne des méthodes quantitatives, du droit coutumier et des modes d'héritage est reprise à la même époque d'abord par des historiens du droit travaillant sur le droit coutumier, comme Jean Yver dans son Essai de géographie coutumière, Jean-Louis Halpérin,, ou encore l'anthropologue du droit Louis Assier-Andrieux. Ce sont ces travaux que l'anthropologie historique reprend au début des années 1970, sous l'impulsion d'Emmanuel Le Roy Ladurie,. En 1975, le succès de son livre Montaillou, village occitan confère une notoriété aux systèmes de transmission du patrimoine sur lesquels s'appuie l'anthropologie historique. En 1983, Emmanuel Todd, élève d'Emmanuel Le Roy Ladurie et de Peter Laslett à Cambridge, reprend la typologie de Le Play pour comprendre l'impact des structures familiales sur les aspects culturels et idéologiques de la modernisation des sociétés.
De nombreux travaux sur la transmission préciputaire de l'héritage s'attachent à faire le lien entre la famille souche décrite dans les Pyrénées ou en Allemagne par Le Play au XIXe siècle et le système à maison identifié par Lévi-Strauss selon une démarche structurale dans des endroits du globe et en des époques très diverses qui n'ont pu être en contact (Indiens Kwakiutl de Colombie-Britannique, Polynésie, maisons nobles dans l'Occident médiéval par exemple).
Travaillant au début sur le ménage conjugal de façon statique (pris à un moment donné), ces historiens évoluent progressivement vers une conception plus large de la famille incluant les réseaux de parenté, et vers une approche temporelle dynamique tenant compte des évolutions cycliques des structures familiales au long de la vie des individus. L'ouvrage collectif en trois tomes Histoire de la famille réalisé en 1986 par le groupe d'anthropologie historique française de l'EHESS constitue un aboutissement notable des travaux de cette école, et a été salué pour le caractère inédit d'une telle synthèse qui aborde de nombreuses régions du monde.

### L'anthropologie historique du corps
L’étude de nombreuses représentations et pratiques ayant trait au corps (habitudes alimentaires et vestimentaires, sexualité, rapport à la maladie et à la mort) se situe également de manière notable parmi les apports de l’anthropologie historique à l’histoire.
Les comportements alimentaires dans le passé sont étudiés depuis les années 1970 et surtout 1980 à l’aide de l’anthropologie et de l’ethnologie. Outre les pratiques liées à la nourriture et à la boisson, plusieurs historiens travaillent alors également de manière innovante sur les représentations et l’imaginaire qui les entourent. Les actes de plusieurs colloques, tel que celui de 1982 par le Centre d’Études médiévales de Nice, fournissent des exemples de cette évolution historiographique liée à la naissance de l’anthropologie historique, de même que de nombreux ouvrages, dont ceux de Jean-Paul Aron (Le mangeur du XIXe siècle, 1973), Louis Stouff (Ravitaillement et alimentation en Provence aux XIVe et XVe siècles, 1970) ou encore Jean-Jacques Hémardinquer (Pour une histoire de l'alimentation, 1970), par exemple.
Similairement, la maladie et la mort sont toutes deux étudiées de manière innovante depuis la naissance de l’anthropologie historique et de courants connexes : Philippe Ariès, Alain Croix et Michel Vovelle étudient par exemple les évolutions dans les rapports à la mort au cours des siècles. Cette entreprise s’inscrit aussi plus largement dans une tradition de l’École des Annales, depuis Lucien Febvre et Marc Bloch, selon laquelle les représentations mentales et la psychologie collective évoluent au cours du temps. Concernant les représentations de la mort, notons en outre les travaux du français Jean Claude Schmitt (1976) et de l’anglais Alexander Murray (1998-2000) sur le suicide au Moyen Age.
La sexualité est également étudiée par l’anthropologie historique depuis plusieurs décennies, notamment dans une perspective de temps long qui permet de comparer les attitudes culturelles sur plusieurs siècles. Le premier séminaire abordant l’histoire des sexualités en France date de 1979-1980 à l’EHESS et est animé par Philippe Ariès. Ses premiers prédécesseurs, au début du XXe siècle, sont des anthropologues qui étudient des populations hors d’Occident dès les années 1920-1930. Tout comme c’est le cas pour les autres secteurs d’études précédemment cités, l’histoire de la sexualité, qui prend son envol dans les années 1970-1980 sur base d’une union des disciplines, s’est ensuite fortement développée.
Enfin, toujours en lien avec le corps, l’histoire des habitudes vestimentaires se construit elle aussi depuis les années 1970-1980, bénéficiant des mêmes élargissements de perspective et de méthode au sein de la discipline historique. Les historiens du Moyen Age, encore une fois, se situent au-devant de la scène. L’ouvrage sur la symbolique historique du vêtement au Moyen Âge dirigé par Michel Pastoureau en 1989 est l’un des exemples principaux de ces recherches que les médiévistes, inspirés par l’anthropologie historique, ont pu mener à propos des représentations culturelles. Malgré cette tendance, l’anthropologie historique du corps ne doit toutefois pas être réduite à la France et au seul Moyen Âge.